# Джон Дю Канн
Джон Дю Канн (англ. John Du Cann; 5 июня 1946 года, Лестер, Лестершир, Великобритания — 16 сентября 2011 года, Норидж, Норфолк, Великобритания) — британский гитарист, прежде всего известным благодаря своей работе в рок-группах «Atomic Rooster» и «Hard Stuff».

## Биография
Среди ранних групп Дю Канна были «The Sonics» из Уилтшира и «The Attack» из Лондона, выпустившие сингл «Hi Ho Silver Lining» за несколько дней до Джеффа Бека.
Через некоторое время он основал прогрессивную рок-группу «Andromeda», прежде чем Винсент Крейн предложил ему присоединиться к «Atomic Rooster». В тот же момент группу покинул басист и вокалист Ник Грэм.
Дю Канн стал соавтором альбома Death Walks Behind You, на котором он также написал «Devil’s Answer», самый большой хит «Atomic Rooster», который в июле 1971 года занял 4-е место в британском чарте синглов, а также двух песен для «In Hearing of Atomic Rooster».
В 1971 году группа наняла вокалиста Пита Френча, и через некоторое время Дю Канн ушёл, чтобы сформировать Daemon, позже переименованный в Bullet, а затем в «Hard Stuff». Также в состав группы входили вокалист Гарри Шоу, басист Джон Густафсон и барабанщик Пол Хаммонд. После выхода первого альбома в мае 1972 года Шоу покинул группу.
Вместе с ними он записал два альбома, в большей степени основанных на агрессивной гитарной работе. После автокатастрофы, а также выпуска второго и последнего альбома Bolex Dementia группа распалась.
В 1974 году Дю Канн стал временным гитаристом в составе «Thin Lizzy» во время турне по Германии.
Через некоторое время после этого его менеджер из Purple Records предложил ему сменить имя с Джона Канна на Джона Дю Канна, под которым Джон впоследствии стал известен.
В результате подписания контракта с той же управляющей компанией в 1977 году Дю Канн объединился с Фрэнсисом Росси из «Status Quo». Именно он спродюсировал единственный сольный альбом Дю Канна «The World's Not Big Enough», который оставался неизданным до 1992 года.
Среди сессионных музыкантов для этого альбома были Росси на гитарах, Энди Боун на клавишных, будущий барабанщик «Quo» Пит Кирчер и басист Джон Маккой. Сам Джон на этом альбоме не играл на гитаре.
Альбом был описан в журнале Record Collector в то время как «Quo, смешанный с Sex Pistols».
В сентябре 1979 года Дю Канн выпустил хит в британском чарте синглов с песней «Don’t Be A Dummy», неизданная версия которой (с вокалом Гэри Ньюмана) была показана в телевизионной рекламе Lee Cooper Jeans в 1978 году. Сингл достиг 33 места в британских чартах.
В 1980 году Дю Канн и Винсент Крейн воссоединились, что реформировать Atomic Rooster с Престоном Хейманом на барабанах.
После этого, после короткого периода с бывшим барабанщиком «Cream» Джинджером Бейкером, Пол Хаммонд вернулся, и группа выпустила ещё два сингла на «Polydor» с минимальным успехом.
В 1981 году группа была забронирована в последнюю минуту на фестивале в Рединге, но Дю Канн не смог приехать, и Мик Хоксворт присоединился к группе на бас-гитаре, а Крейн взял на себя ведущий вокал.
В конце 1982 года Дю Канну надоел неуспех группы, и он ушёл во второй и последний раз.
В конце 1990-х Джон Маккой представил его звукозаписывающей компании Angel Air. Позже он активно занимался каталогизацией и ремастерингом своего личного архива кассет, а также компиляцией переизданий для лейбла, за что получил полное признание и гонорары.
Последняя студийная запись Джона Дю Канна была сделана в 2000 году в студии Green Hills Studio в Норвиче. Он принадлежал Крису Филлипсу, который также написал примечания к трём компакт-дискам Atomic Rooster, выпущенным на Angel Air.
Дю Канн перезаписал гитару и вокал на неиспользованную минусовку, записанную в 1980 году, под названием «Broken Window». Первоначально трек был добавлен на компакт-диск Rarities на лейбле Angel Air (SJPCD069), выпущенный в 2000 году, а затем на второй том The First 10 Explosive Years (SJPCD086), выпущенный в 2001 году.
Дю Канн умер в своём доме в Норвиче 21 сентября 2011 года в возрасте 65 лет после сердечного приступа. Его личная коллекция из 75 гитар, 30 усилителей, пластинок и компакт-дисков была продана с аукциона в январе 2012 года.
Оригинальная копия LP Andromeda была продана за 800£, а его подержанный «Fender Strat» 1963 года был продан за 6500£
Его мать была единственным бенефициаром его состояния, так как он никогда не был женат.
Дю Канн похоронен на кладбище Гринакрс в Колни, недалеко от Нориджа. На его надгробии написана первая строка «Devil’s Answer».
На момент своей смерти он был последним участником классического состава «Atomic Rooster».

## Дискография
The Attack
- 1967 — The Attack

Andromeda
- 1969 — Andromeda
- 1990 — Seven Lonely Street
- 1992 — Return to Sanity…

Atomic Rooster
- 1970 — Atomic Roooster (переиздание 2004 года)
- 1970 — Death Walks Behind You
- 1971 — In Hearing of Atomic Rooster
- 1980 — Atomic Rooster

Сольно
- 1992 — Nothing Better
- 1999 — The World’s Not Big Enough (записан в 1977 году)